# Pilar Arcila
Pilar Arcila est réalisatrice de documentaires.

## Biographie
Originaire de Colombie, Pilar Arcila étudie la psychologie à l'université nationale de Colombie. Puis en 2001, elle est diplômée de l’École nationale supérieure de la photographie d’Arles. Elle s'oriente ensuite vers le cinéma et plus particulièrement le documentaire.
En 2013, elle réalise Le Pendule de Costel.  Elle suit le quotidien de Costel, un rom du Nord-Ouest de la Roumanie et sa famille. À Marseille, celle-ci récupère des objets dans les poubelles, vit dans un squat. Pilar Arcila filme avec une caméra super 8 en noir et blanc. Costel lui emprunte sa caméra vidéo et filme son quotidien. Pilar Arcila intègre ses images dans son film, établissant ainsi une relation avec le sujet filmé.

## Documentaires
- Au fil du son, un portrait de Yann Paranthoën, 54 min, 2007
- Le coq et l'hirondelle, 2008
- Le Vol de sens, 2010
- Cambo de guardia, 2010
- Le Pendule de Costel, 68 min, 2013